# Kannonkoski
Kannonkoski [ˈkɑnnoŋˌkoski] ist eine Gemeinde mit 1269 Einwohnern (Stand 31. Dezember 2022) in Mittelfinnland.
Die Gemeinde wurde 1934 aus den südlichen Dörfern der Gemeinde Kivijärvi und dem Westteil von Viitasaari gebildet. Neben dem Kirchdorf Kannonkoski zählen zur Gemeinde die Dörfer Hilmonkoski, Joenniska, Kannonjärvi, Kannonsaha, Kämäri, Käräjämäki, Mannilankylä, Piispala und Vuoskoski. Das Gemeindegebiet ist von zahlreichen Seen, Inseln und Halbinseln stark zergliedert, die Gesamtuferlänge beträgt mehr als 400 km. Das Gemeindezentrum liegt auf einer Landenge zwischen den Seen Kivijärvi, Syväjärvi und Pudasjärvi. Hier liegt auch der Bahnhof des Dorfes an der Bahnstrecke von Haapajärvi nach Jyväskylä. Der Personenverkehr wurde 1960 eröffnet und bereits 1968 auf diesem Abschnitt wieder eingestellt.

## Wappen
Beschreibung des Wappens: Das durch Wellenschnitt geteilte Wappen in Rot und silbernen Schildfuß zeigt oben einen ausgerissenen silbernen Baumstumpf.

## Sehenswürdigkeiten
Die Kirche des Ortes wurde 1938 nach Plänen von Pauli E. Blomstedt erbaut und ist eines der frühesten und radikalsten Beispiele funktionalistischer Architektur in Finnland.

## Politik
Wie in den meisten ländlichen Gegenden Finnlands ist in Kannonkoski die Zentrumspartei die stärkste Partei. Bei der Kommunalwahl 2008 erhielt sie über die Hälfte der Stimmen und verfügt im Gemeinderat, der höchsten Entscheidungsinstanz bei lokalen Angelegenheiten, mit 10 von 17 Abgeordneten über eine absolute Mehrheit. Die zweitgrößte Fraktion stellen die Sozialdemokraten mit fünf Sitzen, gefolgt von der konservativen Nationalen Sammlungspartei mit zwei Sitzen.
| Partei                    | Wahlergebnis 2008 | Sitze |
| ------------------------- | ----------------- | ----- |
| Zentrumspartei            | 55,6 %            | 10    |
| Sozialdemokraten          | 31,8 %            | 5     |
| Nationale Sammlungspartei | 12,7 %            | 2     |

## Söhne und Töchter
- Lalli Partinen (1941–2022), Eishockeyspieler
- Manne Liimatainen (* 1943), Skilangläufer
- Mikko Hirvonen (* 1980), Rallyefahrer